# 風呂ねこ
風呂ねこ（ふろねこ）とは、sugitomが作成したAndroidウィジェットで、風呂に入った猫のしぐさや表情でバッテリー残量を風呂の湯量に置き換えて表現するもの。

## 履歴
- 2010年11月 初版公開
- 2012年11月 シリーズ合計500万DL

## 関連アプリ
関連アプリも含め、風呂ねこほげちゃんが登場するアプリが、以下の6種類ある。
- 風呂ねこ
- ほげねこライブ壁紙
- ほげねこメモライブ壁紙
- 進め!ほげねこ
- 進め!ほげねこ温泉編
- 風呂ねこの生活